# 男子200メートル競走世界記録の推移

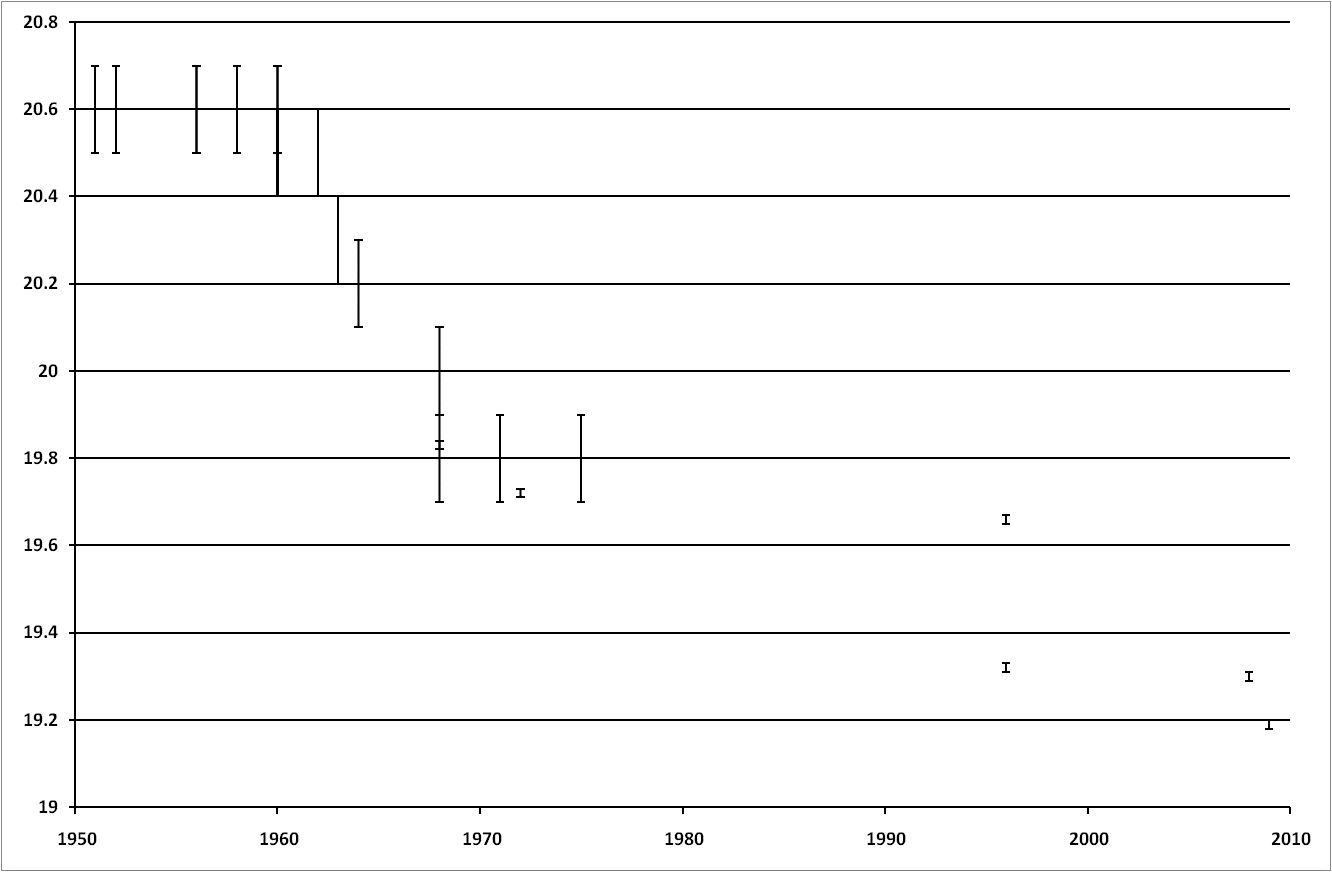
男子200m競走の世界記録推移

以下の表はIAAFにより承認された男子200メートル競走世界記録の推移（だんし200メートルきょうそうせかいきろくのすいい）である。現在の記録である19.19秒は2009年世界陸上競技選手権大会でウサイン・ボルトが打ち立てたものである。
IAAFは1976年まで直線コースと曲線コースで200メートルの記録を別々に保持していたが、前者は放棄された。IAAFは1951年に曲線コースでの200メートルの記録を最初に承認した。"y"は220ヤード(201.17 メートル)のタイムを示している。
2018年現在、IAAFはこの種目で24の世界記録を承認している。

## 1951年から1976年の記録
| タイム | 風速 | 自動   | 選手                       | 国             | 場所                                   | 日付           |
| ------ | ---- | ------ | -------------------------- | -------------- | -------------------------------------- | -------------- |
| 20.6y  |      |        | アンディ・スタンフィールド | アメリカ合衆国 | アメリカ合衆国、フィラデルフィア       | 1951年5月26日  |
| 20.6   |      |        | アンディ・スタンフィールド | アメリカ合衆国 | アメリカ合衆国、ロサンゼルス           | 1952年6月28日  |
| 20.6   | 0.0  |        | セイン・ベーカー           | アメリカ合衆国 | アメリカ合衆国、ベーカーズフィールド   | 1956年6月23日  |
| 20.6   |      | 20.75  | ボビー・モロー             | アメリカ合衆国 | オーストラリア、メルボルン             | 1956年11月27日 |
| 20.6   |      |        | マンフレート・ゲルマー     | 西ドイツ       | ドイツ、ヴッパータール                 | 1958年10月1日  |
| 20.6y  | −1.6 |        | Ray Norton                 | アメリカ合衆国 | アメリカ合衆国、バークレー             | 1960年3月19日  |
| 20.6   |      |        | Ray Norton                 | アメリカ合衆国 | アメリカ合衆国、フィラデルフィア       | 1960年4月30日  |
| 20.5y  |      |        | ピーター・ラドフォード     | イギリス       | イギリス、ウルヴァーハンプトン         | 1960年5月28日  |
| 20.5   | 0.0  | 20.75  | ストーン・ジョンソン       | アメリカ合衆国 | アメリカ合衆国、スタンフォード         | 1960年7月2日   |
| 20.5   | 0.0  |        | Ray Norton                 | アメリカ合衆国 | アメリカ合衆国、スタンフォード         | 1960年7月2日   |
| 20.5   |      | 20.65  | リビオ・ベルッティ         | イタリア       | イタリア、ローマ                       | 1960年9月3日   |
| 20.5   |      | 20.62  | リビオ・ベルッティ         | イタリア       | イタリア、ローマ                       | 1960年9月3日   |
| 20.5y  | −1.1 | 20.67  | ポール・ドレイトン         | アメリカ合衆国 | アメリカ合衆国、Walnut                 | 1962年6月23日  |
| 20.3y  | −0.1 |        | ヘンリー・カー             | アメリカ合衆国 | アメリカ合衆国、テンペ                 | 1963年3月23日  |
| 20.2y  | 0.5  |        | ヘンリー・カー             | アメリカ合衆国 | アメリカ合衆国、テンペ                 | 1964年4月4日   |
| 20.0y  | 0.0  |        | トミー・スミス             | アメリカ合衆国 | アメリカ合衆国、サクラメント           | 1966年6月11日  |
| 19.8A  | 0.9  | 19.83A | トミー・スミス             | アメリカ合衆国 | メキシコ、メキシコシティ               | 1968年10月16日 |
| 19.8A  | 0.9  | 19.86A | ドン・クォーリー           | ジャマイカ     | コロンビア、サンティアゴ・デ・カリ     | 1971年8月3日   |
| 19.8+  | 1.3  |        | ドン・クォーリー           | ジャマイカ     | アメリカ合衆国、オレゴン州、ユージーン | 1975年6月7日   |

(+)は200mより長いレースにおけるルートタイムを示す
「タイム」列は承認された記録を示す。「風速」列はメートル/秒単位の追い風を示し、2.0 m/sが現在の許される最大値である。負の値は向かい風を示す。「自動」列は完全に自動化したタイムで、公式記録に手動の記録が使われた場合も種目に記録された。また、その時その場所のルールに従い1/10または1/100に丸められた。
John CarlosはEcho Summitで行われた1968年のアメリカオリンピックトライアルで19.7A秒（自動19.92A）（風速1.9m/s）を記録した。しかし、公式の履物として認可を受けていない「ブラシ」スパイク付きの靴を履いていたため、この記録は世界記録として承認されなかった。
ヘンリー・カーの1964年東京オリンピック（10月17日）の勝利タイムは手動タイムは20.3秒であった。電子タイムは20.36秒で、当時最速の自動タイムであった。トミー・スミスは1967年、Provoで220ヤードを20.26秒で走った。200メートルに合わせるために0.12秒を引き算することで、200メートルを20.14秒で走ったと推定される:45。

## 1977年以降の記録
1975年の始め、IAAFは400メートルまでの競技について、別の自動電子計時記録を認めた。1977年1月1日から、IAAFはこれらの競技で100分の1秒単位の完全自動計時を要求した。
トミー・スミスの1968年のオリンピックの金メダルは、そのときまでに記録された最速の完全電子200メートルスプリントであった。
| タイム  | 風速 | 自動   | 選手                 | 国             | 場所                       | 日付           |
| ------- | ---- | ------ | -------------------- | -------------- | -------------------------- | -------------- |
| 19.83 A | 0.9  |        | トミー・スミス       | アメリカ合衆国 | メキシコ、メキシコシティ   | 1968年10月16日 |
| 19.72 A | 1.8  |        | ピエトロ・メンネア   | イタリア       | メキシコ、メキシコシティ   | 1979年9月12日  |
| 19.66   | 1.7  |        | マイケル・ジョンソン | アメリカ合衆国 | アメリカ合衆国、アトランタ | 1996年6月23日  |
| 19.32   | 0.4  | 19.313 | マイケル・ジョンソン | アメリカ合衆国 | アメリカ合衆国、アトランタ | 1996年8月1日   |
| 19.30   | −0.9 | 19.296 | ウサイン・ボルト     | ジャマイカ     | 中華人民共和国、北京       | 2008年8月20日  |
| 19.19   | −0.3 | 19.190 | ウサイン・ボルト     | ジャマイカ     | ドイツ、ベルリン           | 2009年8月20日  |

低高地での自動タイムの記録（1964年にカーが記録した20.36以降）は、1971年ヘルシンキでワレリー・ボルゾフが記録した20.30、1972年ミュンヘンでラリー・ブラックが記録した20.28、20.00（ボルゾフ、1972年ミュンヘン）、19.96（メンネア、1980年）、19.75（カール・ルイス、1983年）、19.75（ジョー・デローチ、1988年）、19.73（マイク・マーシュ、1992年）、19.66（マイケル・ジョンソン、1996年）である:46–47。